# Pablo Berger
Pablo Berger (ur. 1963 w Bilbao) – hiszpański reżyser, scenarzysta i producent filmowy. 
Zadebiutował krótkometrażowym filmem Mama (1988), za którego scenografię odpowiadał Álex de la Iglesia. Pierwsza fabuła Bergera, Torremolinos 73 (2003), była komedią opowiadającą o małżeństwie (granym przez Javiera Cámarę i Candelę Peñę) odmieniającym swe życie poprzez wkroczenie do świata pornobiznesu.
Największy sukces reżyser odniósł filmem Śnieżka (2012). Obraz zdobył mnóstwo nagród, m.in. 10 nagród Goya (w tym dla najlepszego hiszpańskiego filmu roku), 3 nominacje do Europejskiej Nagrody Filmowej (za film, reżyserię i kostiumy) oraz Nagrodę Specjalną Jury na MFF w San Sebastián. Film był również oficjalnym kandydatem Hiszpanii do Oscara dla najlepszego filmu nieanglojęzycznego.
Kolejny sukces odniósł filmem animowanym Pies i Robot (2023). Opowiadał on o psie zamieszkującym Nowy Jork, mającym dość samotności, który odżywa, gdy zaprzyjaźnia się z robotem. Obraz zdobył m.in. nagrodę Europejskiej Akademii Filmowej dla najlepszej animacji oraz nominację do Oscara za najlepszy pełnometrażowy film animowany.